# Thomas Brinton
Thomas Brinton OSB († 4. Mai 1389 in Trottescliffe) war ein englischer Geistlicher. Ab 1373 war er Bischof von Rochester.

## Herkunft und Aufstieg als Geistlicher
Thomas Brinton nannte sich nach seinem Geburtsort Brinton in Norfolk. Seine Herkunft ist unbekannt, doch vermutlich stammte er aus einfachen Verhältnissen. Er trat als Mönch in das Kathedralpriorat von Norwich ein, bevor er vermutlich von 1352 bis 1353 in Cambridge studierte. Anschließend beendete er seine Ausbildung in Oxford, wo er von 1363 bis 1364 am Gloucester College den Titel eines Doctor of Canon Law erwarb. Bereits vor 1362 hatte er zum päpstlichen Haushalt in Avignon gehört. Am 31. Januar 1364 wurde er zum Vertreter des Benediktinerordens in England bei der Kurie ernannt. Am 25. November 1366 wird er als päpstlicher Pönitentiar und als Nuntius bezeichnet. Vermutlich war er um diese Zeit in England, doch kehrte er rasch wieder nach Avignon zurück, ehe er Papst Urban V. bei dessen zeitweiligen Rückkehr nach Rom von 1367 bis 1370 begleitete. Aus dieser Zeit sind vier seiner Predigten erhalten. In Rom war er an der Gründung des Englischen Gästehauses beteiligt.

## Bischof von Rochester

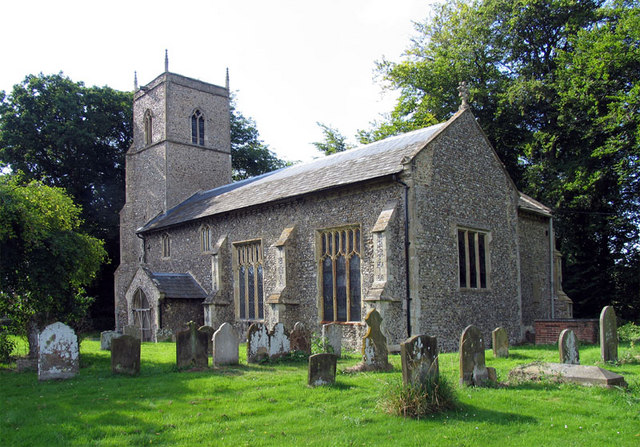
In seinem Testament bedachte Brinton die St Andrew Parish Church seines Geburtsortes Brinton mit einer Schenkung

Am 31. Januar 1373 wurde Brinton von Papst Gregor XI. zum Bischof der Diözese Rochester ernannt und am 6. Februar 1373 in Avignon geweiht. Die kleine Diözese Rochester erforderte von den Bischöfen nicht allzu viel Verwaltungsarbeit, so dass sie mehrfach an verdiente Prediger vergeben wurde, die von dort rasch London und den Königshof erreichen konnten. In England gehörte Brinton als Bischof dem House of Lords an und übernahm rasch auch Aufgaben für die Regierung. Zwischen 1376 und 1380 nahm er sieben Mal Petitionen an das Parlament entgegen. Im Good Parliament von 1376 war er einer der vier Bischöfe, die die Mitglieder des House of Commons beraten sollten. 1377 wurde er als einer der Prälaten und Magnaten gewählt, die zusammen mit den Commons einen Ausschuss bilden sollten. Von 1379 bis 1381 gehörte er Ausschüssen an, die die königlichen Einkünfte überprüfen sollten. 1380 diente er dazu als Gesandter, der in Calais mit französischen Gesandten verhandeln sollte. Offenbar wegen seiner Predigten genoss er in der Bevölkerung hohes Ansehen, denn 1381 baten ihn die Rebellen während des Bauernaufstands, dass er ihre Beschwerden dem König überreichen solle. Im Mai 1382 nahm er am sogenannten Earthquake Council in der Londoner Dominikanerniederlassung teil, während der die Lehre von Wyclif, offensichtlich mit Brintons Zustimmung, verworfen wurde. In mehreren seiner damaligen Predigten wandte er sich gegen Wyclifs Lehren und bezeichnete ihn und seine Anhänger als falsche Propheten. Ende 1382 wird er noch als Mitglied eines Ausschusses zur Bewahrung des Friedens in Kent benannt, doch danach war er offenbar schwer erkrankt und zog sich weitestgehend zurück. Ab 1382 wurde er in Gottesdiensten in der Kathedrale von Rochester vom Prior des Kathedralpriorats vertreten. Er starb auf dem bischöflichen Gut in Trottescliffe.
Brinton hatte die von John de Cobham, 3. Baron Cobham gegründete Kollegiatkirche in Cobham in Kent gefördert. Bei seinem Tod hinterließ er nur ein geringes Vermögen, woraus er Schenkungen zugunsten des Kathedralpriorats von Norwich und der Kirche von Brinton sowie für mehrere Verwandten machte. Auch die Mitglieder seines bescheidenen Haushalts bedachte er mit Zuwendungen. Nach seinem Testament wünschte er in der Lady Chapel der Kathedrale von Rochester bestattet zu werden, doch in der Kathedrale erinnert nur eine Brass-Gedenkplatte im nördlichen Seitenschiff an ihn.

## Die Predigten von Brinton
Brinton galt als herausragender Prediger. Insgesamt 105 seiner Predigten sind erhalten. Diese hat er wohl ursprünglich in Englisch oder Französisch gehalten, aber später auf Latein hat niederschreiben lassen und dann der Kathedrale von Rochester vermacht. Eine Reihe seiner Predigten hatten einen politischen Bezug. In diesen prangerte Brinton sowohl die weltliche wie auch die geistliche Führung an, wenn sie aus Stolz oder Gier ihrer Verantwortung nicht nachkam und die ihnen unterstellten Untertanen in Verzweiflung und Verbrechen trieben. Er gab der Regierung kein Recht, sich in innerkirchliche Fragen einzumischen, und rügte John of Gaunt, als dieser eine Steuer von den Geistlichen erhob. Brinton tadelte die Korruption, die in der Endphase der Herrschaft von Eduard III. am Königshof alltäglich war, dabei prangerte er besonders offen die königliche Mätresse Alice Perrers an. Dabei war Brinton kein Revolutionär, denn seine Predigten belegen sein konservatives Gesellschaftsbild. Er verteidigte die Unterteilung der Gesellschaft in arm und reich. Die Peasants’ Revolt war für ihn ein Schrecken, so dass er sie verurteilte. Brinton wünschte sich offenbar den Schwarzen Prinzen zurück, weil er glaubte, dass zu dessen Zeiten Gerechtigkeit und soziale Harmonie geherrscht hätten. Die militärischen Misserfolge Englands im Hundertjährigen Krieg nach dem Tod des Schwarzen Prinzen 1376 hielt er für Folgen des moralischen Zerfalls, dessentwegen sich Gott von England abgewendet hätte. Viele seiner Predigten beziehen sich aber auf rein religiöse Themen oder kirchliche Probleme. Beispielsweise wünschte er sich eine gute Ausbildung der Pfarrgeistlichen, damit diese auch gut predigen konnten. Letztlich zeigen seine Predigten das Bild eines pflichtbewussten Bischofs in einer Zeit des sozialen und politischen Umbruchs.

## Werke
- The sermons of Thomas Brinton, Bishop of Rochester (1373–1389). Hrsg.: M. A. Devlin. Royal Historical Society, London 1954.